# Argia huanacina
Argia huanacina är en trollsländeart som beskrevs av W. Foerster 1914. Argia huanacina ingår i släktet Argia och familjen dammflicksländor. IUCN kategoriserar arten globalt som livskraftig. Inga underarter finns listade i Catalogue of Life.